# Conseil pontifical pour la pastorale des services de la santé
Le Conseil pontifical pour la pastorale des services de la santé, parfois appelé  Conseil pontifical pour la santé est un organisme de la curie romaine créé par le pape Jean-Paul II par le motu proprio « Dolentium Hominum »  du  11 février 1985. Il est supprimé le 1er janvier 2017, ses compétences étant reprises par le nouveau dicastère pour le service du développement humain intégral.

## Missions et buts
Sa mission a été définie par la constitution apostolique Pastor Bonus, publiée en 1988. La commission est chargée de stimuler, promouvoir et coordonner les actions et études des différentes œuvres catholiques portant sur les domaines de la santé.
Le 31 août 2016, la salle de presse du Saint-Siège publie un motu proprio du pape François créant le dicastère pour le service du développement humain intégral ainsi que les statuts de ce nouvel organisme qui reprend les compétences des conseils pontificaux "Justice et Paix", "Cor Unum", pour la pastorale des migrants et des personnes en déplacement et pour la pastorale des services de la santé qui disparaissent au 1er janvier 2017. 

## Composition
Les travaux de ses 36 membres et 50 consultants se tiennent sous la responsabilité du président du conseil pontifical, poste vacant depuis la mort de Zygmunt Zimowski en juillet 2016, assisté d'un secrétaire, et d'un sous-secrétaire.

## Présidents
- Fiorenzo Angelini (1985 - 1996)
- Javier Lozano Barragan (1997 - 2009)
- Zygmunt Zimowski (2009 - †2016)